# Cook Islands Round Cup 2024
La Round Cup 2024 è stata la 51ª edizione della massima serie del campionato di calcio delle Isole Cook. Il campionato è iniziato il 27 luglio 2024 e si è concluso il 29 settembre successivo. 
La squadra campione in carica era il Tupapa, che si è riconfermato vincendo il suo diciannovesimo campionato.

## Stagione

### Novità
Non essendo presente un meccanismo con la Second Division, il campionato non ha previsto retrocessioni rispetto alla stagione precedente.

### Formula
Le 6 squadre partecipanti giocano un girone all'italiana con partite di andata e ritorno, per un totale di 10 giornate. Al termine della stagione la squadra prima classificata è campione delle Isole Cook e ottiene la qualificazione per la OFC Champions League 2025. Non sono previste retrocessioni.

## Squadre partecipanti
| Club            | Città      | Stagione precedente       |
| --------------- | ---------- | ------------------------- |
| Avatiu          | Avarua     | 5° nella Round Cup        |
| Matavera        | Matavera   | 6° nella Round Cup        |
| Nikao Sokattack | Avarua     | 2° nella Round Cup        |
| Puaikura        | Arorangi   | 3° nella Round Cup        |
| Titikaveka      | Titikaveka | 4° nella Round Cup        |
| Tupapa          | Avarua     | Campione delle Isole Cook |

## Classifica
|                       | Pos. | Squadra         | Pt | G  | V | N | P | GF | GS | DR  |
| --------------------- | ---- | --------------- | -- | -- | - | - | - | -- | -- | --- |
| Isole Cook (bandiera) | 1.   | Tupapa          | 26 | 10 | 8 | 2 | 0 | 31 | 4  | +27 |
|                       | 2.   | Matavera        | 18 | 10 | 5 | 3 | 2 | 20 | 12 | +8  |
|                       | 3.   | Puaikura        | 15 | 10 | 4 | 3 | 3 | 23 | 18 | +5  |
|                       | 4.   | Avatiu          | 15 | 10 | 5 | 0 | 5 | 21 | 27 | -6  |
|                       | 5.   | Nikao Sokattack | 7  | 10 | 2 | 1 | 7 | 14 | 36 | -22 |
|                       | 6.   | Titikaveka      | 4  | 10 | 1 | 1 | 8 | 10 | 22 | -12 |

Legenda:
      Campione delle Isole Cook e ammessa alla OFC Champions League 2025.